# 德爾亥 (紐約州村)
德爾亥（英語：Delhi）是位於美國紐約州特拉華縣的村。

## 人口
根據2020年美國人口普查的數據，德爾亥的面積為8.36平方千米，當中陸地面積為8.23平方千米，而水域面積為0.13平方千米。當地共有人口2721人，而人口密度為每平方千米325人。